# IACEトラベル
株式会社IACEトラベル（アイエーシーイートラベル）は旅行業法に基づく旅行会社である。観光庁長官登録旅行業第883号。
業務渡航手配を中心に、海外航空券や国内航空券、パッケージツアー等の販売の他、査証手配等の渡航関連の対応を行っている

## 概説
1982年2月に設立。IACEとはInternational Association for Cultural Exchange（国際文化交流協会）の略である。設立以降、個人向け旅行手配の取り扱いが中心だったが、近年はBTMサービス（Business Travel Managementの略。業務渡航における包括サービス）を主力としており、業務渡航が取り扱いの大半を占めている。
2024年現在、日本国内とカナダ・メキシコに店舗を構える。その他、個人・団体旅行の取扱いも行っているが、特異性がある部分では岩国基地、嘉手納基地等の米軍基地内に店舗があり、在日米軍兵士とその家族にアメリカへ帰国するための航空券販売や、日本発着の海外旅行・国内旅行の手配を行っている。また、農林水産省・国土交通省内に店舗を構えており、独自性と専門性を強みとしている旅行会社である。
さらに近年では、法人向け海外・国内クラウド出張予約システム「Smart BTM」の開発・導入の他、クラウド出張管理システム「Travel Manager」の開発・導入などBTMにおけるデジタルファーストのサービスを積極的に展開している。

## 沿革
- 1982年02月 - 旅行代理店業を目的として東京都千代田区神田神保町に株式会社IACEトラベルを設立（資本金600万円）。運輸大臣登録旅行業代理店業第3272号を取得
- 1988年02月 - 資本金を2,400万円に増資
- 1988年04月 - 資本金を4,500万円に増資
- 1989年03月 - 旅行業全般を取り扱うことを目的として運輸大臣登録一般旅行業第883号取得
- 1992年04月 - 本店を東京都千代田区西神田に移転
- 1992年07月 - 日本旅行業協会(JATA)加盟
- 1995年03月 - 本店を東京都港区浜松町に移転
- 1995年08月 - 国際航空運送協会(IATA)の公認代理店に認可。パッケージツアーの取扱開始
- 1998年10月 - 米軍基地でのサービス展開のため神奈川県横須賀市泊町に米軍横須賀基地支店を開設
- 1999年12月 - 本店・本社機能を東京都港区浜松町に統合移転
- 2000年 1月 - カナダでの事業展開のためIACE Travel,Incを設立
- 2003年 9月 - 本店を東京都千代田区猿楽町に移転
- 2006年 2月 - プライバシーマークの認証を取得
- 2008年 6月 - 本店を東京都荒川区西日暮里に移転
- 2009年 4月 - 官庁でのサービス展開のため東京都千代田区に財務省内支店を開設
- 2009年10月 - 資本金を8,000万円に増資
- 2011年 8月 - 本店を東京都中央区日本橋馬喰町に移転
- 2013年 4月 - 個人顧客向けのツアー販売から、法人顧客向けのBTM（ビジネストラベル・マネジメント）へと主力サービスを移行
- 2013年 8月 - メキシコでの事業展開のためIACE TRAVEL MEXICO S.A.DE C.V.を設立
- 2016年 5月 - 業務拡大及び業務効率向上のため、東京都中央区日本橋馬喰町に本社機能、本店機能、首都圏法人営業部を統合
- 2017年 7月 - 法人向け24時間アシスタントサービスの運用開始
- 2021年10月 - 法人向け海外・国内クラウド出張手配システム「Smart BTM」をリリース
- 2022年12月 - 法人向けクラウド出張管理システム「Travel Manager」をリリース
- 2023年 2月 - 情報セキュリティマネジメントシステムISMS認証(ISO/IEC 27001)を取得
- 2025年4月 - 東京証券取引所スタンダード市場に株式を上場